# Légion Britannique
Die Légion Britannique war ein 1760 gegründetes militärisches kurhannoversches Frei-Corps im Siebenjährigen Krieg.

## Geschichte

### Formationsgeschichte und Standorte
Die alliierte deutsch-britische Armee unter Herzog Ferdinand von Braunschweig-Wolfenbüttel benötigte im Siebenjährigen Krieg zunehmend leichte Truppen, um reguläre Regimenter zu schonen. Schon im Dezember 1759 kam es in Paderborn durch General Friedrich von Spörcken zu ersten Aushebungen von "Frey"-Truppen. Vor allem Überläufer aus deutschen und schweizerischen Fremdenregimentern der gegnerischen französischen Armee und des kursächsischen Korps bildeten die Grundlage. Die Legion bestand somit aus Deserteuren, Ausländern und bisweilen auch Kriegsgefangenen. Je 50 Soldaten aus Kurhannover (für zwei Bataillone), Hessen-Kassel und Braunschweig-Wolfenbüttel (für je ein Bataillon) verstärkten die Truppe. Die eigentliche Formierung der Bataillone fand in Einbeck, Göttingen, Lemgo und Soest (zwei Bataillone) statt. Am 9. April 1760 verlieh Ferdinand der Truppe den Namen "Légion Britannique". Die Truppe wurde gänzlich aus britischem Sold bezahlt und führte auch britische Fahnen. Allerdings wurden die Offizierspatente von der kurhannoverschen Deutschen Kanzlei am 9. Mai 1760 in London ausgestellt. Die Truppe galt somit als hannoverisch.
Die Sollstärken der 5 Bataillone lag bei 627 Mann. Jede der 4 Kompanien wurden aus 4 Offizieren, 7 Unteroffizieren, 1 Feldscherer, 3 Tambours und 12 Musketieren gebildet. Jedes Bataillon führte 2 Dreipfünder-Kanonen mit. Neben der Infanterie hatte jedes Bataillon eine Eskadron Dragoner: 4 Offiziere, 8 Unteroffiziere, 1 Feldscherer, 2 Trompeter und 88 Dragoner.
Kommandeur war zunächst der preußische Generaladjutant des Oberbefehlshabers Ferdinand Major August Christian von Bülow. Am 24. September 1760 fiel er aber im Gefecht bei Rhadern, so dass der kurhannoversche Generaladjutant Emmerich Otto August von Estorff die Truppe übernehmen musste. Im Januar 1760 wurden die 5 Dragoner-Eskadrons unter Major von Hattorf zu einem Dragonerregiment zusammengezogen.
15. November 1762 wurde die Légion aus hannoverschem Dienst formell entlassen. Am 14. Dezember 1762 bot Karl Friedrich von Beckwith König Friedrich II. an, das Kommando zu übernehmen und die Truppe in preußische Dienste zu stellen. Am 2. Januar 1763 wurden die Bataillone Kruse und Udam von Preußen übernommen. Von der Sollstärke von etwa 3000 Mann waren bei Übernahme nur noch 1500 vorhanden. Nach Kriegsende auch für Preußen wurde die Mannschaft bei westfälischen deutschen Regimentern untergesteckt. Die Dragoner mit 156 Pferden wurden in Kavallerieregimenter im Raum Magdeburg überführt.

### Einsatzgeschichte
Die Legion ist in den wenigen Jahren ihres Bestehens vor allem im kleinen Postenkrieg eingesetzt worden, meist zusammen anderen leichten Truppen, wie dem Karabinierkorps. Am 15. Juni 1760 führte von Bülow die neu errichteten Bataillone und Schwadronen mit Beobachtungsaufgaben nach Dortmund. Erstmals unter Feuer stand die Legion am 25. Juli bei Volkmarsen. Ein größeres Gefecht führte die Legion während der Schlacht bei Warburg am 31. Juli 1760. Zunächst vertrieb sie französische Verbände vom Desenberg und lenkte damit vom eigentlichen Anmarsch der alliierten Linienregimenter ab. Anschließend erstürmte die Legion das von den Chasseurs de Fischer gehaltene schwach befestigte Warburg. In der Folge plünderte die Legion die Stadt. 1761 wirkten drei Bataillone unter Oberstleutnant von Stockhausen an der Verteidigung von Hamm mit Erfolg mit. Das Bataillon Udam ergab sich bei der Verteidigung von Meppen erst spät den Franzosen.
Im Januar 1763 wurde die Legion in der Nähe von Münster entlassen, da Großbritannien/Kurhannover noch vor Preußen Frieden geschlossen hatte. Die entlassenen Soldaten der Legion „streiften in der Gegend umher und erlaubten sich schreckliche Ausschweifungen“.
Der mittlerweile in preußische Dienste übergetretene englische Oberst von Beckwith trieb die Truppe allerdings wieder zusammen. Zwei Bataillone sollten in preußische Dienste übertreten, wurden aber in Magdeburg aufgelöst.

### Beurteilungen
Die Urteile über die Légion Britannique waren durchweg negativ. Die Aufgaben der leichten Truppe lagen im kleinen "schmutzigen" Krieg. Das "üble Menschenmaterial" setzte sich von Anfang an aus schlecht ausgebildeten Soldaten und Deserteuren zusammen. "Der Fuß des Corps besteht aus zu schlecht diciplinierten Leuten, die selbst ein Mann wie Bülow nicht recht in Ordnung und Disciplin bringen kann." Auch vom Feind wurden sie nicht geachtet. Bei der Gefangennahme des Bataillons de l’Ane durch die Franzosen am 27. Januar 1761 im paderbornischen Stadtberge wurden von 200 Gefangenen nur 2 Unteroffiziere und 4 Soldaten behalten, obwohl sie vielfach französische Deserteure in ihren Reihen hatten.

„Während und nach vollendeter Bataille nun war die Stadt Warburg gleichsam allem Unglücke ausgesetzt, und empfand auf diese Weise die herbsten Folgen eines verderblichen Krieges, weilen die deutschen leichten Truppen, als die Legion Brittanique, Hessische und Braunschweigische Husaren und sonstiges unnütz Volk die Stadt 2 Stunden lang geplündert haben.“

Dennoch wurde die Legion vor ihrem Hintergrund und im Rahmen ihrer Möglichkeiten als nützlich bezeichnet. Exzesse waren von der Heeresführung offensichtlich einkalkuliert.

## Erscheinungsbild und Ausrüstung
Die Bataillone erhielten unterschiedliche Farben, damit auch die ursprünglichen Uniformen genutzt werden konnten. Die Dragoner-Eskadrons orientierten sich auch in Uniform an je einem Bataillon. Durch das Gmundener Prachtwerk sind die unterschiedlichen Farbgebungen bekannt. Nach Vereinigung der Dragoner erhielten sie einheitlich weiße Uniformen mit schwarzen Aufschlägen.

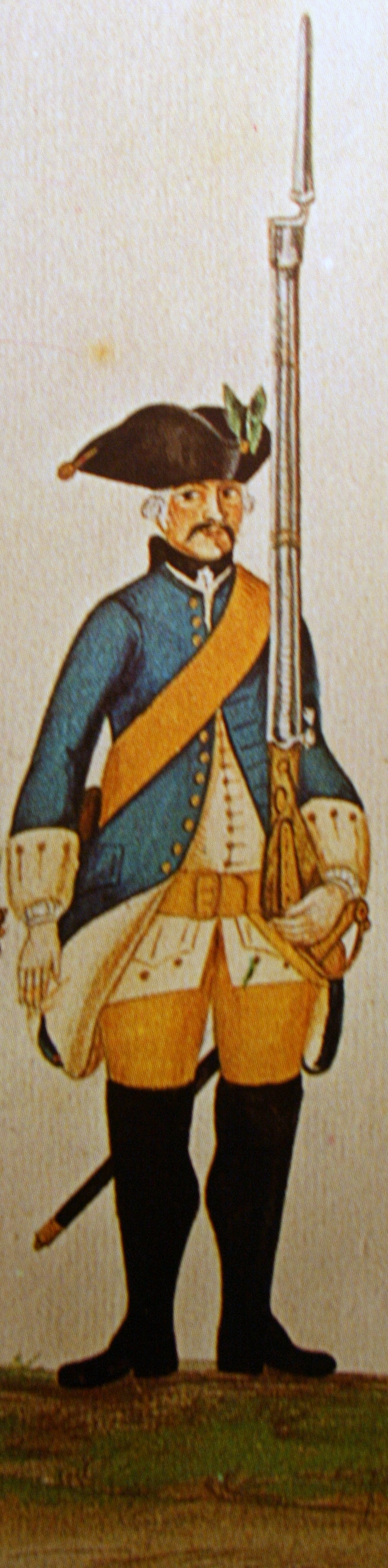
Infanterist I. Bataillon 1761
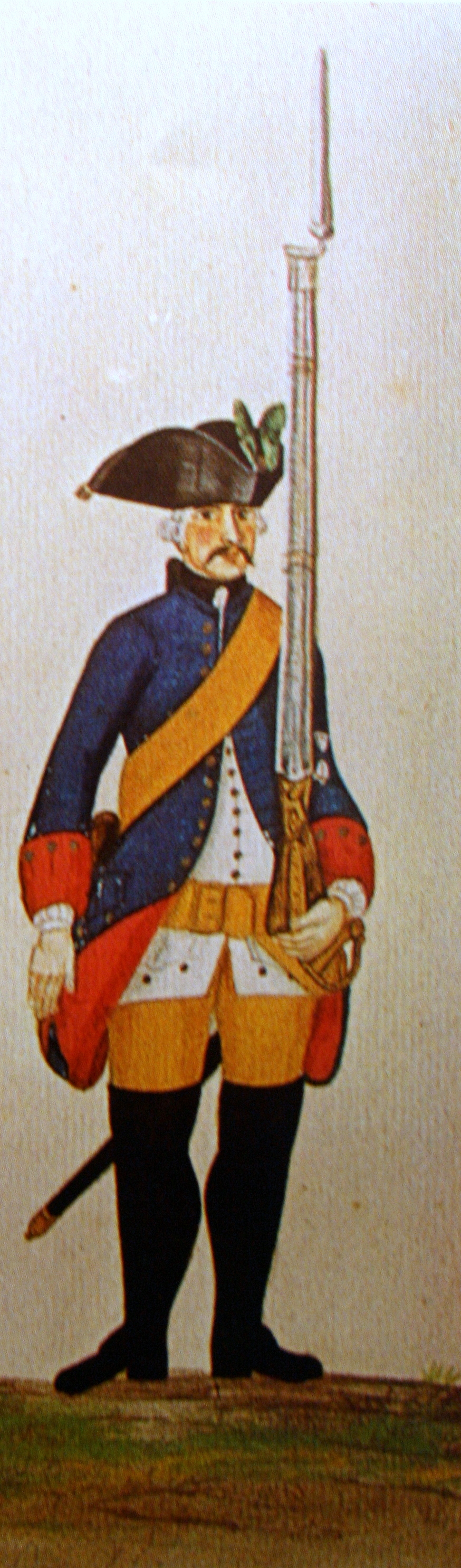
Infanterist II. Bataillon 1761
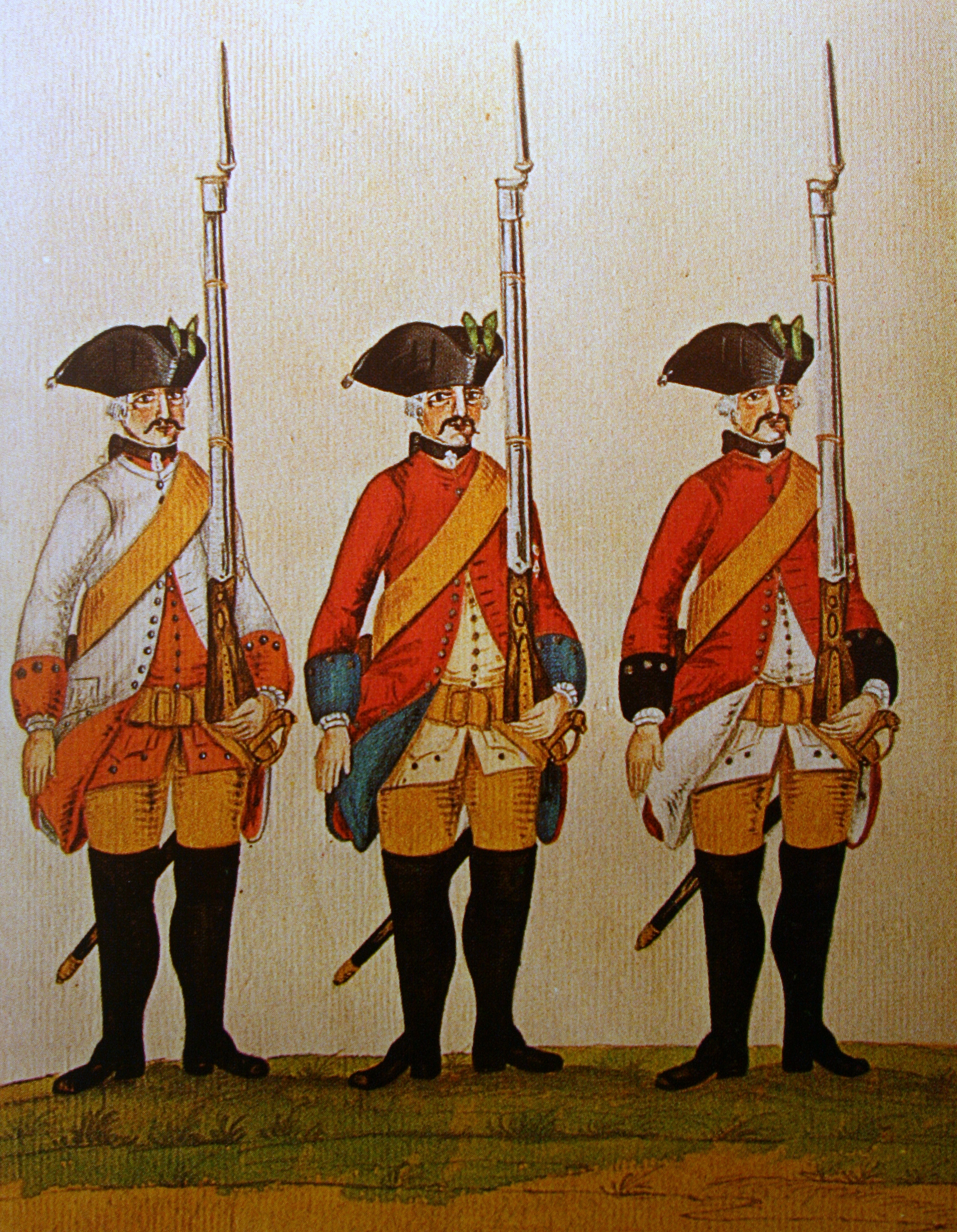
Infanteristen III.-V. Bataillone 1761
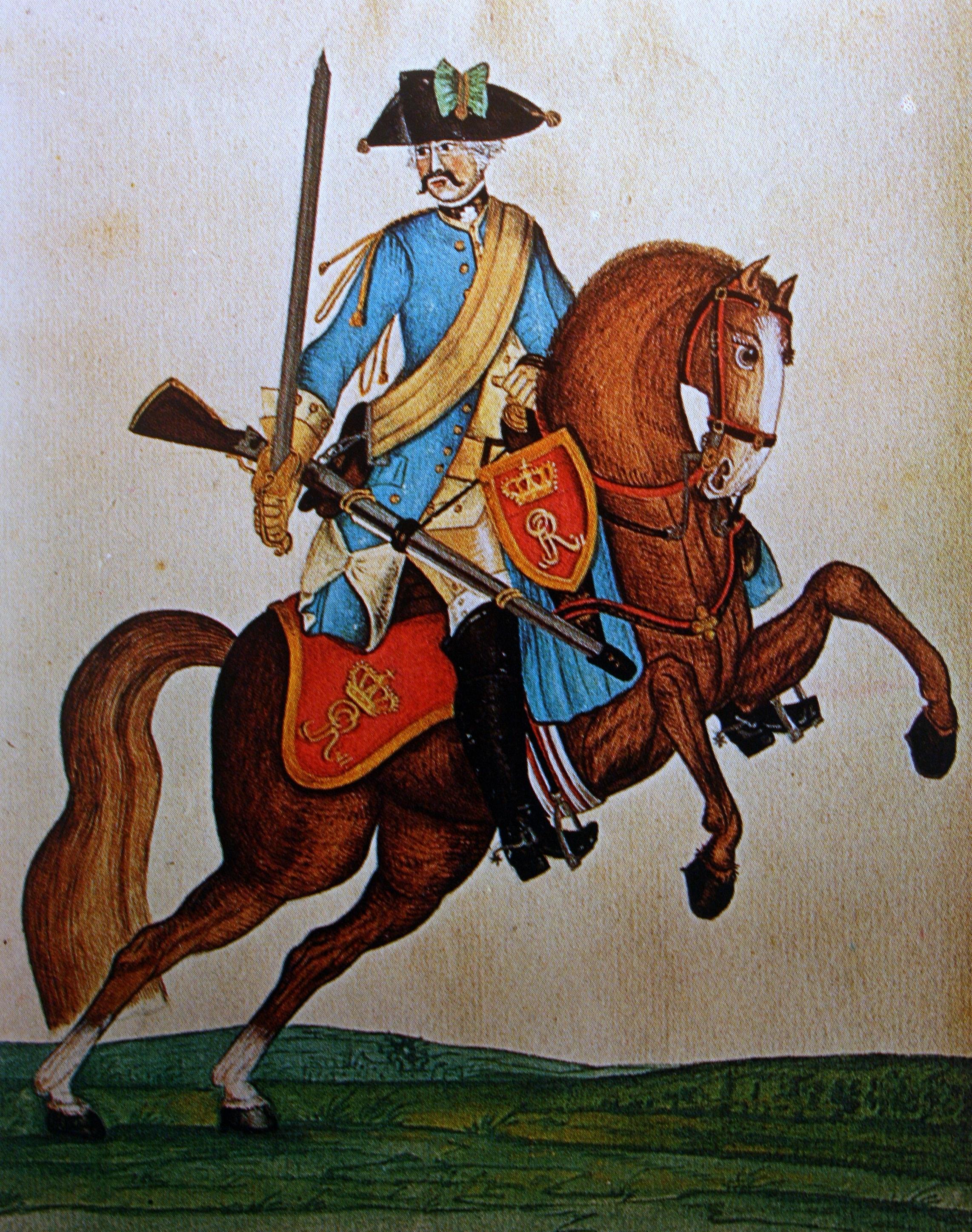
Dragoner 1. Eskadron 1761
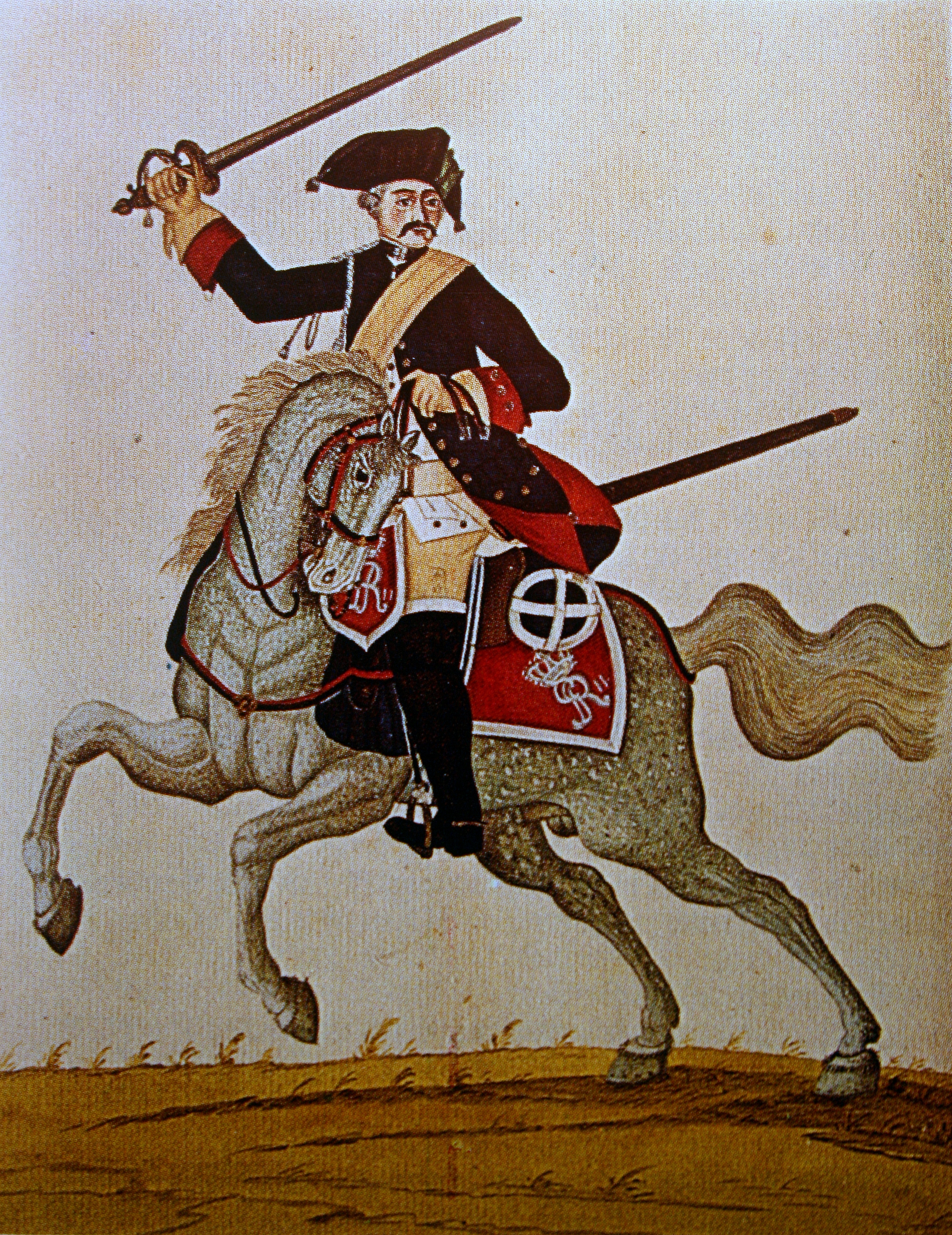
Dragoner 2. Eskadron 1761
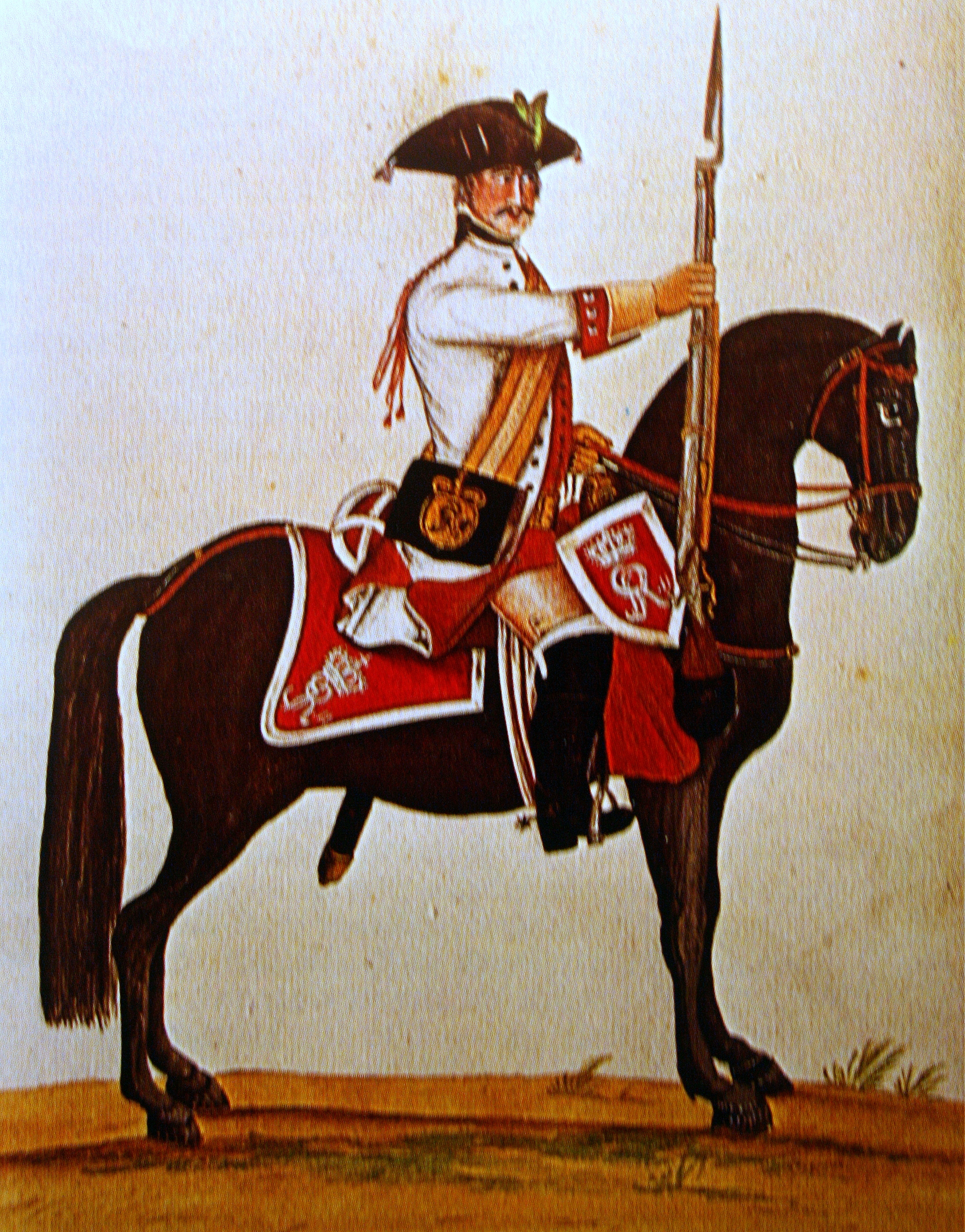
Dragoner 3. Eskadron 1761
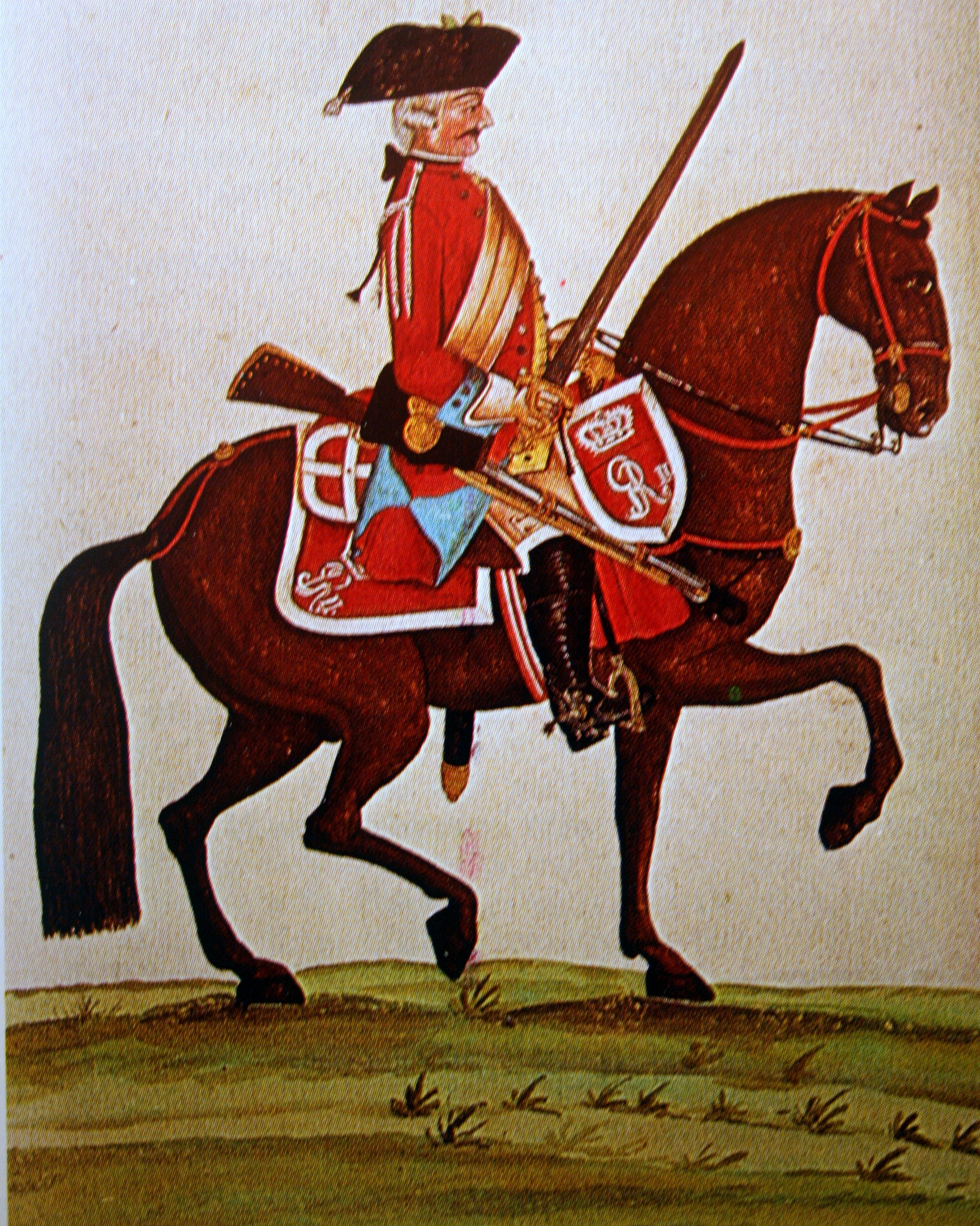
Dragoner 4. Eskadron 1761
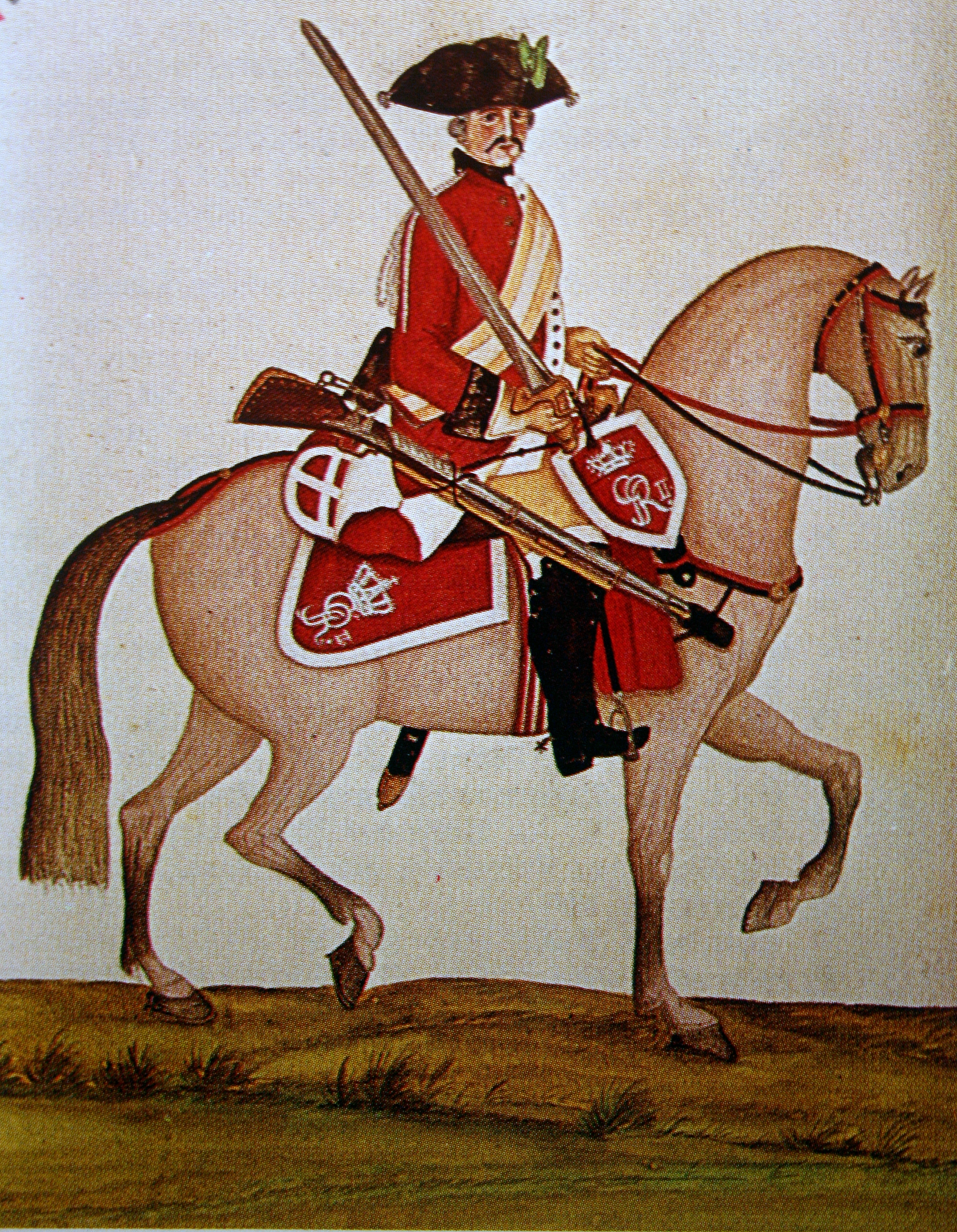
Dragoner 5. Eskadron 1761

## Verweise